# Yuji Nakamura
Pour les articles homonymes, voir Nakamura.
Yūji Nakamura (中村 祐二, Nakamura Yūji), né en 1956, est un astronome amateur japonais, ingénieur chimiste de profession.

## Biographie
Yūji Nakamura est ingénieur chimiste, il travaille pour la commune de Yokkaichi. Il est également un astrophile qui s'intéresse initialement aux comètes, puis aux novae. Il collabore avec la Variable Star Observers League au Japon sous le pseudonyme Nry.
Il ne doit pas être confondu avec trois autres astronomes japonais, quasi homonymes, Akimasa Nakamura, à qui l'astéroïde (10633) Akimasa a été dédié, Hiroshi Nakamura, à qui l'astéroïde (14028) Nakamurahiroshi a été dédié et en dernier lieu Tsuko Nakamura, honoré par l'astéroïde (6599) Tsuko.
Masaaki Tanaka et Syogo Utsunomiya ont redécouvert avec la participation de Yūji Nakamura la comète périodique 122P/de Vico.
Yuji Nakamura a été honoré par l'astéroïde (47077) Yuji.

## Découvertes
Il a découvert ou codécouvert huit novae et une comète. Découvertes par ordre chronologique:
| Type d'objets | Dénomination                     | Date de découverte | Codécouvreur                       | Sources |
| ------------- | -------------------------------- | ------------------ | ---------------------------------- | ------- |
| comète        | C/1990 E1 Cernis-Kiuchi-Nakamura | 14 mars 1990       | Kazimieras Černis Tsuruhiko Kiuchi | [ 1 ]   |
| nova          | V2274 Cyg                        | 13 juillet 2001    | -                                  | [ 2 ]   |
| nova          | V2540 Oph                        | 24 janvier 2002    | Katsumi Haseda                     | ,       |
| nova          | V5114 Sgr                        | 15 mars 2004       | Hideo Nishimura William Liller     | [ 3 ]   |
| nova          | V2574 Oph                        | 14 avril 2004      | Akira Takao                        | [ 3 ]   |
| nova naine    | V1108 Her                        | 16 juin 2004       | -                                  | [ 5 ]   |
| nova          | V1280 Sco                        | 4 février 2007     | Yukio Sakurai                      | [ 3 ]   |
| nova          | V1281 Sco                        | 19 février 2007    | Hideo Nishimura                    | [ 3 ]   |
| nova          | V1313 Sco                        | 6 septembre 2011   | John Seach                         | ,       |
| nova          | V5669 Sgr                        | 27 septembre 2015  | Kōichi Itagaki Akira Takao         | [ 9 ]   |